# کارلو اوستی
کارلو اوستی (انگلیسی: Carlo Osti؛ زادهٔ ۲۰ ژانویهٔ ۱۹۵۸) بازیکن فوتبال اهل ایتالیا است.
از باشگاه‌هایی که در آن بازی کرده‌است می‌توان به باشگاه فوتبال یوونتوس، باشگاه فوتبال پیاچنزا، باشگاه فوتبال اودینزه، باشگاه فوتبال آتالانتا، و باشگاه فوتبال آولینو اشاره کرد.